# Sadko (opera)

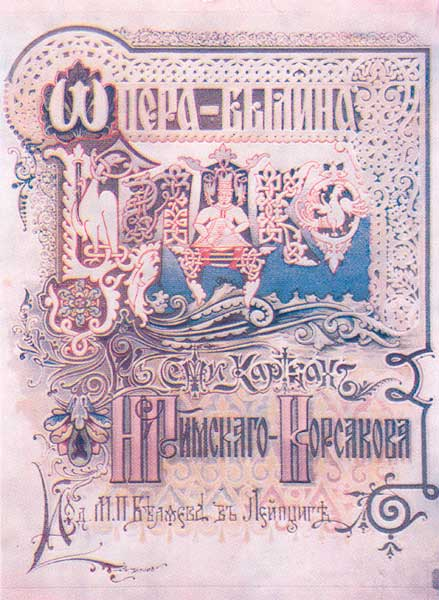

Sadko (tiếng Nga: Садко, tên nhân vật chính) là vở opera 7 màn của nhà soạn nhạc người Nga Nikolay Rimsky-Korsakov. Rimsky-Korsakov có phối hợp với Vladimir Stasov và Vladimir Belsky để viết lời cho vở opera. Tác phẩm dược sáng tác trong các năm 1894-1896 và được trình diễn lần đầu tiên tại Moskva vào năm 1898.

## Âm thanh
| Vở opera Sadko của Rimsky-Korsakov, khúc Chant Hindou, do Vasa Prihoda thể hiện vào năm 1929 |  |
|                                                                                              |  |
|                                                                                              |  |